# Bosjean
Bosjean ist eine französische Gemeinde im Département Saône-et-Loire in der Region Bourgogne-Franche-Comté. Sie gehört zum Arrondissement Louhans und zum Kanton Pierre-de-Bresse. Der Ort hat 311 Einwohner (Stand 1. Januar 2022). Die Einwohner werden Boscojeannais, resp. Boscojeannaises genannt.

## Geografie

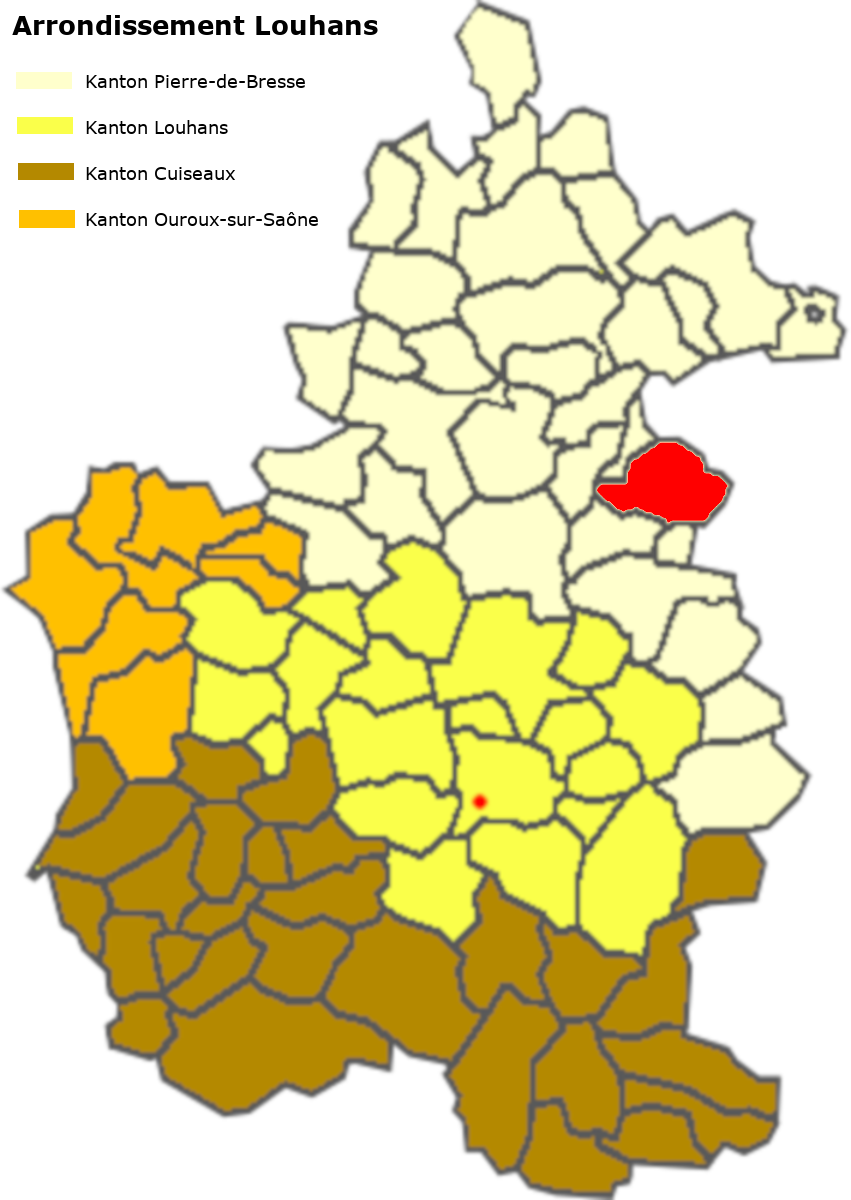
Lage der Gemeinde im Arrondissement Louhans

Die Gemeinde liegt in der Landschaft Bresse, im nördlichen Drittel und im Osten des Arrondissement Louhans und berührt mit über der Hälfte der Gemeindegrenzen zwei Gemeinden des Département Jura. Im äußersten Westen bildet die Brenne ein kurzes Stück der Grenze, im Süden entwässert der Ruisseau la Boissine den Étang Millejay in die Brenne. In Nord-Süd-Richtung verläuft die Departementsstraße D23 durch das Gemeindegebiet. Durch die Gemeinde verlief auch die Römerstraße, die Louhans mit Bellevesvre verband. Das nördliche und östliche Gemeindegebiet ist reich bewaldet. Zur Gemeinde gehören folgende Weiler und Fluren: les Bernoux, Bois-Bouleau, la Boissine, Burdy, les Chavannes, la Communauté, la Commune, les Crétins, les Dagonnots, les Demeys, Grand-Bêche, les Grandes-Cerres, les Michelins, Panissière, Petite-Bêche, Saint-Jean, la Sauvagère, Tassenière, Villarot.

### Klima
Das Klima in Bosjean ist warm und gemäßigt. Es gibt das ganze Jahr über deutliche Niederschläge, selbst der trockenste Monat weist noch hohe Niederschlagsmengen auf. Die Klassifikation des Klimas nach Köppen und Geiger ist Cfb ((Gemäßigtes) Ozeanklima). Die Temperatur liegt im Jahresdurchschnitt bei 11,9 °C. Der wärmste Monat ist der Juli mit einer Durchschnittstemperatur von 21,1 °C, der kälteste der Januar mit 3,2 °C. Über ein Jahr verteilt summieren sich die Niederschläge auf 1081 mm, dabei ist der November mit 117 mm der niederschlagsreichste, während Juli als trockenster Monat 72 mm aufweist. Über das ganze Jahr werden etwa 2764 Sonnenstunden gezählt.
|                        | Jan | Feb | Mär  | Apr  | Mai  | Jun  | Jul  | Aug  | Sep  | Okt  | Nov  | Dez |   |      |
| Mittl. Temperatur (°C) | 3,2 | 3,9 | 7,5  | 11,1 | 15,0 | 19,1 | 21,1 | 20,7 | 16,9 | 12,9 | 7,3  | 4,1 | ⌀ | 11,9 |
| Mittl. Tagesmax. (°C)  | 6,2 | 7,6 | 11,9 | 15,7 | 19,3 | 23,8 | 25,7 | 25,4 | 21,4 | 16,9 | 10,5 | 6,8 | ⌀ | 16   |
| Mittl. Tagesmin. (°C)  | 0,6 | 0,5 | 3,2  | 6,4  | 10,3 | 14,1 | 16,1 | 15,8 | 12,7 | 9,2  | 4,4  | 1,5 | ⌀ | 7,9  |
|                        |     |     |      |      |      |      |      |      |      |      |      |     |   |      |
| Niederschlag (mm)      | 98  | 83  | 80   | 90   | 93   | 77   | 72   | 73   | 87   | 104  | 117  | 107 | Σ | 1081 |

| 0,6 |

| 0,5 |

| 3,2 |

| 6,4 |

| 10,3 |

| 14,1 |

| 16,1 |

| 15,8 |

| 12,7 |

| 9,2 |

| 4,4 |

| 1,5 |

| 0,6 |

| 0,5 |

| 3,2 |

| 6,4 |

| 10,3 |

| 14,1 |

| 16,1 |

| 15,8 |

| 12,7 |

| 9,2 |

| 4,4 |

| 1,5 |

## Toponymie
Die erste Erwähnung des Ortes geht zurück auf das Jahr 1255, als Dominus de Bosco Johannis, bereits 1275 wird die Ecclesia de Bosco Johanni genannt. Der Name dieses Johanniswäldchens lässt darauf schließen, dass das heutige Gemeindegebiet ehemals schon stark bewaldet war.

## Geschichte

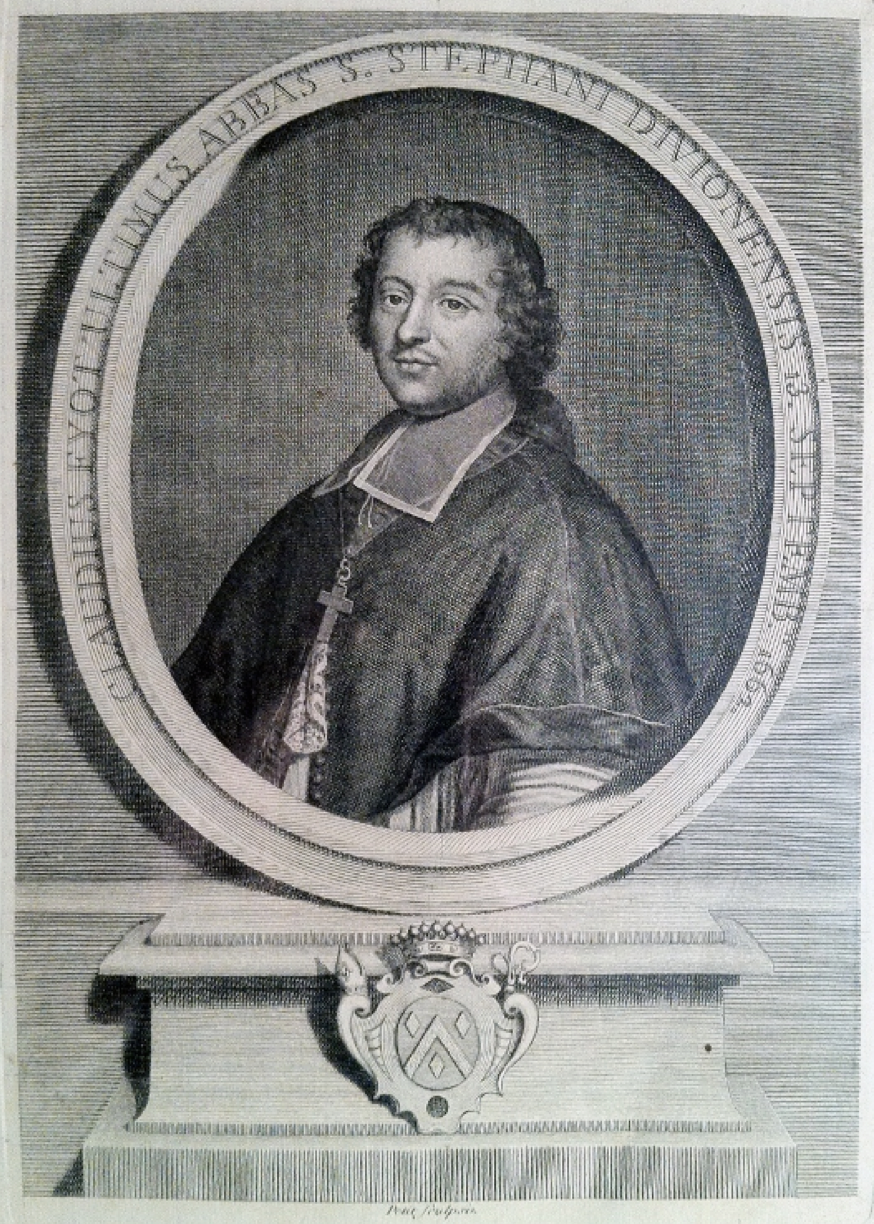
Porträt von Claude Fyot (1630–1721), Graf von Bosjean, Abt von Saint-Étienne de Dijon

Im 13. Jahrhundert ist Boz-Jouhan ein Lehen der Herren von Vienne. Ein Schloss stand im Weiler Saint-Jean, brannte aber um 1475 ab. 1517 erwarb Charles Bouton das Lehen, durch die Heirat von Dorothée Bouton gelangte die Herrschaft an Léonor de Saint-Mauris de Montbarrey, 1634 wurde sie zu einer Grafschaft erhoben, zusammen mit weiteren umliegenden Besitzungen. 1680 gehörte sie Claude Fyot III. de la Marche, Abt des Klosters Saint-Étienne in Dijon. Durch Erbschaft verblieb die Herrschaft bei der Familie, 1790 war Madeleine-Mélanie Fyot de la Marche, Witwe von Dominique de Barberie, Baronin von Montpont und Gräfin von Bosjean. Zur Grafschaft gehörten neben Bosjean die heutigen Gemeinden Sens-sur-Seille, Le Tartre, Le Planois und ein Teil von Frangy-en-Bresse.
Die gotische Kirche, ist dem Heiligen Andochius geweiht und wurde im 19. Jahrhundert stark umgebaut. Im Dorfzentrum befinden sich die Mairie-École aus dem Jahr 1842, gegenüber die Knabenschule aus dem Jahr 1902. Eine Mädchenschule entstand 1851 und 1912 eine weitere Schule im Weiler Panissière. In Petite-Bêche bestand eine Mühle, 1988 bestanden noch 29 Landwirtschaftsbetriebe.

### Die Herren von Bosjean
Bosjean war ein Lehen der Herren von Sainte-Croix-en-Bresse, die ihrerseits Vasallen der Herzöge von Burgund waren.
1287 bestand im Weiler Saint-Jean ein festungsartiges Schloss. Es gehörte einem Vasallen der de Vienne, namens Johannes, de Bosco Johannis, miles (deutsch: Johannes, vom Wald des Johannes, Soldat). 1386 war Marie de Villers-la-Faye Besitzerin und brachte es in die Ehe mit einem Théode Bouton. Das Lehen gelangte dann an den Schwiegersohn von Marguerite de Vienne, Henri de Neufchâtel, der 1517 das Lehen Bosjean an Charles Bouton für den Betrag von 10.000 Francs verkaufte. Das Lehen blieb im Besitz der Boutons, bis es 1583 Dorothée Bouton in die Ehe mit Alexandre de Saint-Maurice einbrachte. 1634 wurde das Lehen zur  Grafschaft erhoben, für ihren Sohn Éléonor de Saint-Maurice.
In der zweiten Hälfte des 17. Jahrhunderts war das Lehen im Besitz von Jean-Paul-Philippe de Saint-Maurice, dem Bruder von Claude-Charles-Philippe de Saint-Maurice-Montbarrey dem die Grafschaft Savigny und die Baronie Le Fay gehörten.
1680 gehörte das Lehen Claude Fyot III. de la Marche, Kommendatarabt des Klosters Saint-Étienne in Dijon, Conseiller d’État, Kaplan des Königs. Er starb 1721, nachdem er auch die Baronie Mervans erworben hatte. Von ihm stammt ein Buch über die Geschichte des Klosters Saint-Étienne in Dijon.
Sein umfangreiches Vermögen ging an seinen Neffen, Philibert Fyot, Président à mortier am Parlement des Burgunds. Seine Nachfolge trat sein Sohn an, Claude Philibert Fyot de la Marche. Für diesen wurde das Lehen 1736 zum Marquisat erhoben. Nach seinem Tod 1768 folgte wiederum sein Sohn Jean-Philippe Fyot de la Marche, der am 11. Oktober 1772 ohne Nachkommen starb. Die Erbschaft ging an seine Nichte, Marquise de Courteille, die Witwe von Dominique de Barberie.
Mit der Französischen Revolution 1789 wurden die Vorrechte des Adels abgeschafft, sie behielten lediglich noch ihre Titel.

## Bevölkerung
| Bosjean: Einwohnerzahlen von 1793 bis 2020 | Bosjean: Einwohnerzahlen von 1793 bis 2020 | Bosjean: Einwohnerzahlen von 1793 bis 2020 | Bosjean: Einwohnerzahlen von 1793 bis 2020 | Bosjean: Einwohnerzahlen von 1793 bis 2020 |
| --- | ------------------------------------------ | ------------------------------------------ | ------------------------------------------ | ------------------------------------------ |
| Jahr |                                            |                                            |                                            | Einwohner                                  |
| 1793 | 1793                                       |                                            | 850                                        | 850                                        |
| 1800 | 1800                                       |                                            | 761                                        | 761                                        |
| 1806 | 1806                                       |                                            | 935                                        | 935                                        |
| 1821 | 1821                                       |                                            | 910                                        | 910                                        |
| 1831 | 1831                                       |                                            | 933                                        | 933                                        |
| 1836 | 1836                                       |                                            | 1.057                                      | 1.057                                      |
| 1841 | 1841                                       |                                            | 1.066                                      | 1.066                                      |
| 1846 | 1846                                       |                                            | 1.037                                      | 1.037                                      |
| 1851 | 1851                                       |                                            | 1.010                                      | 1.010                                      |
| 1856 | 1856                                       |                                            | 976                                        | 976                                        |
| 1861 | 1861                                       |                                            | 981                                        | 981                                        |
| 1866 | 1866                                       |                                            | 954                                        | 954                                        |
| 1872 | 1872                                       |                                            | 945                                        | 945                                        |
| 1876 | 1876                                       |                                            | 990                                        | 990                                        |
| 1881 | 1881                                       |                                            | 1.014                                      | 1.014                                      |
| 1886 | 1886                                       |                                            | 962                                        | 962                                        |
| 1891 | 1891                                       |                                            | 962                                        | 962                                        |
| 1896 | 1896                                       |                                            | 965                                        | 965                                        |
| 1901 | 1901                                       |                                            | 978                                        | 978                                        |
| 1906 | 1906                                       |                                            | 991                                        | 991                                        |
| 1911 | 1911                                       |                                            | 982                                        | 982                                        |
| 1921 | 1921                                       |                                            | 828                                        | 828                                        |
| 1926 | 1926                                       |                                            | 777                                        | 777                                        |
| 1931 | 1931                                       |                                            | 734                                        | 734                                        |
| 1936 | 1936                                       |                                            | 743                                        | 743                                        |
| 1946 | 1946                                       |                                            | 650                                        | 650                                        |
| 1954 | 1954                                       |                                            | 598                                        | 598                                        |
| 1962 | 1962                                       |                                            | 519                                        | 519                                        |
| 1968 | 1968                                       |                                            | 417                                        | 417                                        |
| 1975 | 1975                                       |                                            | 339                                        | 339                                        |
| 1982 | 1982                                       |                                            | 275                                        | 275                                        |
| 1990 | 1990                                       |                                            | 292                                        | 292                                        |
| 1999 | 1999                                       |                                            | 285                                        | 285                                        |
| 2009 | 2009                                       |                                            | 310                                        | 310                                        |
| 2014 | 2014                                       |                                            | 325                                        | 325                                        |
| 2020 | 2020                                       |                                            | 290                                        | 290                                        |
| Quelle(n): EHESS/Cassini bis 2006, ab 2009 INSEE Anmerkung(en): • Ab 1962 offizielle Zahlen ohne Einwohner mit Zweitwohnsitz • Höchste Einwohnerzahl 1841 mit 1066, tiefste Einwohnerzahl 1982 mit 275 (25,8 % vom Maximum) |                                            |                                            |                                            |                                            |

| Bevölkerungsstruktur | Anzahl Einwohner | männlich | weiblich | davon Ausländer | Anteil % |
| -------------------- | ---------------- | -------- | -------- | --------------- | -------- |
|                      | 302              | 163      | 139      | 18              | 6,2      |

| Männer | Alterstufe | Frauen |
| ------ | ---------- | ------ |
| 0      | 90 + älter | 1      |
| 25     | 75–89      | 11     |
| 49     | 60–74      | 43     |
| 26     | 45–59      | 32     |
| 28     | 30–44      | 18     |
| 20     | 15–29      | 16     |
| 14     | 0–14       | 18     |

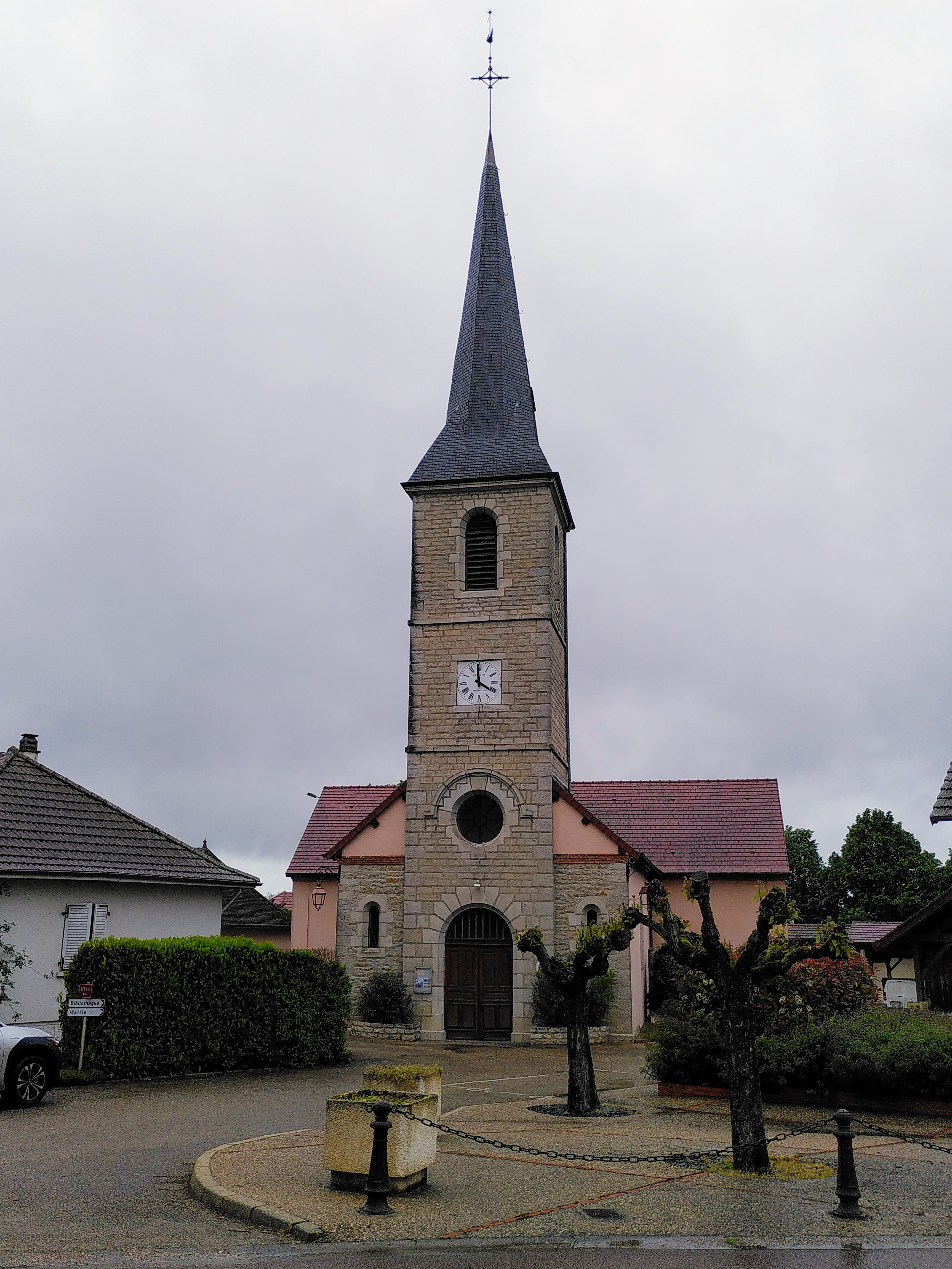
Kirche Saint-Andoche in Bosjean

Die Bevölkerungsstruktur zwischen Männern und Frauen zeigt einen Überhang zugunsten der Männer mit 54 % der Bevölkerung. Dabei sind 37 % der Bevölkerung jünger als 45 Jahre, gleichzeitig sind 43 % bereits über 60-Jährige und damit weitgehend im Rentenalter.
| Wohnstruktur               | Anzahl Wohneinheiten | davon Häuser | Wohnungen | sonstige |
| -------------------------- | -------------------- | ------------ | --------- | -------- |
|                            | 214                  | 209          | 5         |          |
| davon Hauptwohnsitz        | 153                  |              |           |          |
| Zweit- oder Ferienwohnsitz | 40                   |              |           |          |
| vakant                     | 21                   |              |           |          |

## Wirtschaft und Infrastruktur

### Unternehmen, Betriebe, Ladengeschäfte und Einrichtungen
In der Gemeinde befinden sich nebst Mairie und Kirche folgende Unternehmen nach Branchen:
| Branche                                                           | Anzahl Betriebe |
| ----------------------------------------------------------------- | --------------- |
| Industrie und verarbeitendes Gewerbe                              | 3               |
| Baugewerbe                                                        | 8               |
| Groß- und Einzelhandel, Verkehr, Beherbergung und Gastronomie     | 3               |
| Information und Kommunikation                                     | 1               |
| Finanz- und Versicherungsdienstleistungen                         | 1               |
| Grundstücks- und Wohnungswesen                                    | 2               |
| Freiberufliche, wissenschaftliche und technische Dienstleistungen | 2               |
| Öffentliche Verwaltung, Unterricht, Gesundheits- und Sozialwesen  | 3               |
| Sonstige Dienstleistungen                                         | 3               |
| Land- und Forstwirtschaftsbetriebe                                | 11              |

In der Gemeinde befinden sich drei Bauhandwersbetriebe, eine Schreinerei/Zimmerei-, ein Elektriker und ein Maler/Gipser. Im Ort befinden sich ein Pferdesportzentrum, ein Sportplatz/-halle, zwei Gîtes und eine Bibliothek. Mit den Gütern des täglichen Bedarfs versorgen sich die Einwohner in Saint-Germain-du-Bois.

### Geschützte Produkte in der Gemeinde
Als AOC-Produkte sind in Bosjean Crème et beurre de Bresse, Volaille de Bresse und Dinde de Bresse zugelassen.

### Bildungseinrichtungen
In der Gemeinde besteht eine École primaire (École maternelle und École élémentaire), die der Académie de Dijon untersteht und von 24 Kindern besucht wird. Für die Schule gilt der Ferienplan der Zone A.